# Ян Бергер
Ян Бергер (чеськ. Jan Berger, нар. 27 листопада 1955, Прага) — чехословацький та чеський футболіст, що грав на позиції півзахисника. Футболіст року в Чехословаччині (1984).
Виступав, зокрема, за «Спарту» (Прага) та «Цюрих», а також національну збірну Чехословаччини. У складі збірної — олімпійський чемпіон, бронзовий призер чемпіонату Європи та учасник чемпіонату світу.

## Клубна кар'єра
У дорослому футболі дебютував 1972 року виступами за невеличку команду «Бржевнов», в якій провів чотири сезони. У 1976 році потрапив до «Шкоди» (Пльзень), у складі якої і дебютував у першій чехословацькій лізі, зігравши за два роки 52 матчі в цьому турнірі.
Згодом з 1978 по 1980 рік проходив військову службу, виступаючи за «Дуклу» (Прага), з якою у 1979 році виборов титул чемпіона Чехословаччини.
По закінченні військової служби перейшов у «Спарту» і відіграв за празьку команду наступні шість сезонів своєї ігрової кар'єри. Більшість часу, проведеного у складі «Спарти», був основним гравцем команди. За цей час додав до переліку своїх трофеїв ще два титули чемпіона Чехословаччини і один Кубок Чехословаччини. Також у 1984 році він був визнаний футболістом року в Чехословаччині.
1986 року уклав контракт з швейцарським клубом «Цюрих», у складі якого провів наступні чотири роки своєї кар'єри гравця.
Згодом протягом 1990—1991 років грав у команді «ФК Цуг», а пізніше виступав за інші швейцарські клуби «Ювентус» (Цюрих), «Кройцлінген» та «Шлірен». У 1999 році він повернувся до Чехії, ставши гравцем аматорського клубу «Черноліце», де пробув до 2002 року. Пізніше грав у інших невеличких клубах країни «Пшовка» (Мельник), «Спартак» (Пршибрам) та «Странчице». 
У сезоні 2005/06 він обійняв посаду тренера в празькій «Дуклі», яка виступала у чемпіонаті Праги, яку покинув у грудні 2005 року. 
У березні 2006 року став граючим тренером команди «Зеленеч», яка виступала у районному чемпіонаті Прага-Схід, де провів два роки, а в 2009 році недовго тренував «Славой Вишеград».

## Виступи за збірну
У складі олімпійської збірної Чехословаччини взяв участь у Олімпійських іграх 1980 року у Москві, здобувши того року титул олімпійського чемпіона. На турнірі Бергер зіграв у всіх 6 іграх своєї команди.
16 квітня 1980 року дебютував в офіційних іграх у складі національної збірної Чехословаччини в товариському матчі проти Іспанії (2:2), а вже влітку поїхав з командою на чемпіонат Європи 1980 року в Італії. Там Ян зіграв лише в одному матчі групового етапу проти Греції (3:1), але виграв з командою бронзові нагороди.
За два роки у складі збірної був учасником чемпіонату світу 1982 року в Іспанії, зігравши у двох іграх | з Кувейтом (1:1) та Англією (0:2), але його збірна не вийшла з групи.
Свій останній виступ за збірну Ян Бергер провів, 25 березня 1987 року, в товариському матчі проти Швейцарії (2:1). Загалом протягом кар'єри у національній команді, яка тривала 8 років, провів у її формі 30 матчів, забивши 3 голи.

## Титули і досягнення
- Чемпіон Чехословаччини (3):

«Дукла» (Прага): 1978/79
«Спарта» (Прага): 1983/84, 1984/85
- Володар Кубка Чехословаччини (1):

«Спарта» (Прага): 1983/84
- Олімпійський чемпіон: 1980

## Особисте життя
Його сини, Томаш і Ян, також були професіональними футболістами, як і племінник, Патрік Бергер, який у складі збірної Чехії став віце-чемпіоном Європи 1996 року.